# سد وادي رانوناء
سد وادي رانوناء هو سد ماء تاريخي، يقع السد أعلى وادي رانوناء في جنوب غرب المدينة المنورة. ينسب بنائه إلى عبد الله بن عمرو بن عمر بن عثمان بن عفان، ويعود تاريخ بنائه للفترة ما بين نهاية القرن الأول وبداية القرن الثاني للهجرة.

## الوصف
يتكون من ثلاثة سدود متصلة يبلغ مجموع أطوالها (83,5) متراً، تمتد من الشرق إلى الغرب على مجرى الوادي، وأكبرها السد الرئيسي القائم في الجهة الغربية ويبلغ طول ضلعه (47) متراً، وعرضه (17,70) متراً، وواجهة السد مدرجة وله فتحه تصريف في الجهة الشرقية، وقد نقش على الواجهة الصخرية من الجهة الشمالية نص شعري يشير للسد.